# Élections constituantes de 1945 dans l'Orne
Les élections constituantes françaises de 1945 se déroulent le 21 octobre.

## Mode de scrutin
Les députés sont élus selon le système de représentation proportionnelle suivant la règle de la plus forte moyenne dans le département, sans panachage ni vote préférentiel. Il y a 586 sièges à pourvoir.
Dans le département de l'Orne, quatre députés sont à élire.

## Élus
Les quatre députés élus sont : 
| Identité                 | Parti | Parti |
| ------------------------ | ----- | ----- |
| Louis Terrenoire         |       | MRP   |
| Raymond Couder           |       | MRP   |
| Jacques Roulleaux-Dugage |       | UR    |
| Ernest Voyer             |       | UDSR  |

## Résultats

### Résultats à l'échelle du département
| Parti          | Parti                                             | Tête de liste            | Résultats | Résultats | Sièges | Sièges |
| Parti          | Parti                                             | Tête de liste            | Voix      | %         |        |        |
| -------------- | ------------------------------------------------- | ------------------------ | --------- | --------- | ------ | ------ |
|                | Mouvement républicain populaire                   | Louis Terrenoire         | 55 805    | 43,84     | 2      |        |
|                | Parti républicain de la liberté                   | Jacques Roulleaux-Dugage | 21 903    | 17,21     | 1      |        |
|                | Union démocratique et socialiste de la Résistance | Ernest Voyer             | 21 591    | 16,96     | 1      |        |
|                | Parti communiste français                         | Wladimir Martel          | 13 342    | 10,48     | -      |        |
|                | Section française de l'Internationale ouvrière    | Raymond Guesdon          | 11 175    | 8,78      | -      |        |
|                | Parti républicain, radical et radical-socialiste  | Gustave Garnier          | 3 491     | 2,74      | -      |        |
|                |                                                   |                          |           |           |        |        |
| Inscrits       | Inscrits                                          | Inscrits                 | 167 111   |           | 4      |        |
| Votants        | Votants                                           | Votants                  | 131 554   | 78,72     |        |        |
| Blancs et nuls | Blancs et nuls                                    | Blancs et nuls           | 4 247     | 3,23      |        |        |
| Exprimés       | Exprimés                                          | Exprimés                 | 127 307   | 96,77     |        |        |